# Renato Ricci
Renato Ricci, italijanski general, * 1896, † 1956.